# فيليبو باتشيني
فيليبو باتشيني (1812 - 1883)، طبيب وعالم تشريح إيطالي، تُنسب له العديد من الإنجازات والاكتشافات الهامة من أبرزها اكتشاف وعزل جرثومة الكوليرا عام 1854، وهو الإنجاز الذي يُنسب للعالم الكبير روبرت كوخ على نطاق واسع رغم أنَّ قام به بعد ثلاثين عاماً من اكتشاف باسيني.

## حياته المُبكِّرة ودراسته
ولد باتشيني في توسكانا في إيطاليا، كان والده إسكافياً فقيراً ولكنَّه رغم ذلك بذل جهداً كبيراً في تعليم ابنه تعليمياً دينياً على أمل أن يصبح مطراناً، ولكنَّ فيليبو حصل على منحة للدراسة في أكثر جامعة طبية مرموقة في بستويا عام 1830، الأمر الذي أتاح له أن يصبح طبيباً وأن يقوم بتجارب مُكثَّفة على تشريح الجثث وفحصها تحت المجهر، وحتى وهو طالب طب في الجامعة اكتشف العديد من البُنى التشريحية الجديدة مثل المستقبلات الحسيَّة المسؤولة عن حس الضغط والاهتزاز الموجودة ضمن الجهاز العصبي المركزي، والتي اكتشفها عام 1831 وناقشها في الجامعة لأول مرة عام 1835 ونشرها لاحقاً في ورقة علميَّة عام 1840، أصبح هذا العمل مشهوراً في أوروبا على نطاق واسع حتى أنَّ هذه الأجسام الحسيَّة أصبحت تعرف بكريَّات باسيني.

## باتشيني والكوليرا
عمل باتشيني في جامعة بيزا كمساعد لباولو سافي من عام 1840 إلى عام 1843، ثمَّ أصبح أستاذاً للتشريح في جامعة بيزا في الفترة ما بين 1844 إلى 1846، وفي عام 1847 أصبح أستاذاً في كلية الطب بجامعة فلورنسا ثمَّ رئيساً لقسم التشريح في معهد الدراسات العليا في جامعة فلورنسا عام 1849 وهو المكان الذي بقي فيه حتى نهاية مسيرته المهنيَّة.
انتشر وباء الكوليرا في أوروبا وعُرف «بجائحة الكوليرا الآسيوية» (1846 - 1863) وخلال هذا الوباء اكتشف باسيني جرثومة الكوليرا وتمكَّن من عزلها بنجاح، بدأ الوباء ينتشر في فلورنسا عام 1854 فاهتم باسيني بهذا المرض وقام بتشريح عدد من جثث المتوفين بالمرض ودرس العينات النسيجية تحت المجهر وخلال تفحُّص عينات الغشاء المخاطي اكتشف ولأول مرة جرثومة الكوليرا على شكل عصية تشبه «الفاصلة» ووصفها بالضمَّة أو الهيضة Vibrio، وفي عام 1854 نشر ورقة بحثيَّة علمية بعنوان «الملاحظات المجهرية والنقاشات المرضية حول الكوليرا» وصف فيها جرثومة الكوليرا وعلاقتها بالجائحة التي كانت تفتك بأوروبا وقتها، ولكنَّ تأثير هذا الاكتشاف لم يكن كبيراً وقتها لأنَّ العلماء الإيطاليين كانوا يؤمنون بنظرية الميازما وهكذا بقي عمل باسيني دون أن يلاحظه أحد تقريباً حتى بعد سنوات عديدة من وفاته، لاحقاً دحض جون سنو نظرية الميازما، وأعاد العالم الكبير روبرت كوخ اكتشاف جرثومة الكوليرا بعد 30 عاماً من باسيني ونُسب الاكتشاف له لأنَّه نشره على نطاق واسع ولقي قبولاً من جمهور الأطباء في أوروبا، بعد ذلك تنبَّه المجتمع العلمي لاكتشاف باسيني وأبحاثه عن الكوليرا وتمَّ إعادة نشر عمله بشكل متكرِّر خصوصاً بعد ترجمته للإنكليزيَّة.
كان روبرت كوخ يحظى باحترام واسع في ذلك العصر خصوصاً وأنَّه مكتشف جرثومة السل التي سُمِّيت «بعصية كوخ»، ولذلك عندما قدَّم النتائج التي توصَّل إليها عن الكوليرا إلى لجنة الكوليرا التابعة لمكتب الصحة الإمبراطوري في برلين عام 1884 تمَّ قبول هذا الاكتشاف واعتماده وتهنئة العالم الكبير على إنجازه، ولكنَّ اللجنة أقرَّت أيضاً باكتشاف باسيني السابق لهذه الجرثومة ، في عام 1965 اعتمدت اللجنة الدولية المعنية بالتسميات الاسم الذي اقترحه باسيني عند اكتشافه عام 1854 تكريماً له وأطلق على الجرثومة اسم ضُمَّة كوليرا باسيني Vibrio cholera pacini.
لم تكن الكوليرا هي اكتشاف باسيني الوحيد، فقد نشر عدداً من الدراسات والأبحاث حول شبكيَّة العين وبنية العظام وآليات التنفس والأعضاء الكهربائيَّة في الأسماك الكهربائية.

## وفاته
لم يتزوج باسيني طيلة حياته، وبعد موته أنفقت معظم الأموال التي تركها على الرعاية الصحيَّة طويلة الأمد لأختيه المريضتين ماريا وآسنتا، توفي باسيني في فلورنسا في 9 يوليو 1883 ودفن في مقبرة ميسيركورديا، وفي عام 1935 نقلت رفاته إلى كنيسة سانتا ماريا ديل غراتشي ودفنت إلى جانب رفات آتوو تيغري وفيليبو سيفينيني وهما اثنان من كبار علماء التشريح في إيطاليا.

## نظرية الميازما مقابل نظرية الجراثيم المرضيَّة
كانت نظرية الميازما أو النظرية الميازميَّة Miasma theory سائدة في أوروبا والعالم وتفترض أنَّ سبب الأمراض الوبائيَّة مثل الكوليرا والجدري والزهري والطاعون سببها التلوث أو «الهواء الفاسد»، وبحسب هذه النظرية فإنَّ أصل الأوبئة يعود إلى ميازما تنتشر من تعفُّن المواد العضوية وانحلالها، كانت هذه النظرية مقبولة في أوروبا والشرق الأوسط والهند والصين في العصور القديمة والوسطى حتى تمَّ رفضها وتفنيدها أخيراً من قبل العديد من العلماء والأطباء في القرن الثامن والتاسع عشر وحلَّت محلَّها نظرية الجراثيم المرضيَّة Germ theory of disease، تفترض نظرية الجراثيم المرضيَّة أنَّ الجراثيم هي سبب الأمراض المُعدية، وعلى الرغم من كونها خلافية ومثيرة للجدل عند اقتراحها لأول مرة إلَّا أنَّه تمَّ إثباتها بشكل حاسم في أواخر القرن التاسع عشر بفضل جهود روبرت كوخ وجوزيف ليستر ولويس باستور وغيرهم، وتعدُّ الآن جزءاً أساسياً من الطب الحديث ومن النتائج الهامة التي انبثقت عنها المضادات الحيوية وممارسات التعقيم والصحة العامة، يعتبرها البعض الإنجاز الأكثر تأثيراً في تاريخ الطب.

## جون سنو وروبرت كوخ
كان جون سنو طبيب تخدير وعالم إنكليزي عاصر باسيني، يعتبر واحداً من مؤسِّسي علم الأوبئة الحديثة بفضل جهوده في تعقُّب مصادر تفشي وباء الكوليرا في إنكلترا أثناء جائحة الكوليرا الآسيوية، وأدَّت النتائج التي توصَّل إليها لتغييرات جوهريَّة في أنظمة المياه والنفايات والصرف الصحي في لندن ومدن أوروبية أخرى الأمر الذي ساهم في حدوث تحسُّن كبير في الصحة العامة في جميع أنحاء العالم.
أمَّا روبرت كوخ (1843 - 1910) فهو طبيب وعالم جراثيم ألماني شهير يعتبر المؤسِّس الحقيقي لعلم الجراثيم كفرع مستقل وقائم بذاته من فروع الطب وهو أحد أكثر الشخصيات تأثيراً في تاريخ الطب، حصل على جائزة نوبل في الطب عام 1905، من اكتشافاته الهامة: جرثومة السل التي سميت بعصية كوخ تكريماً له (1882)، جرثومة الجمرة الخبيثة (1876)، جرثومة الكوليرا (1884) بعد 30 سنة من اكتشاف باسيني لها.